# Jeruzalémský koridor
Jeruzalémský koridor (hebrejsky פרוזדור ירושלים, Prozdor Jerušalajim) je region trojúhelníkového tvaru v Izraeli, jehož území se do značné míry překrývá s Oblastní radou Mate Jehuda v Jeruzalémském distriktu. Nachází se v nadmořských výškách 200-800 metrů na spojnici mezi pobřežní planinou respektive pahorkatinou Šefela a městem Jeruzalém. Na severní a jižní straně je koridor sevřen územím Západního břehu Jordánu (na jihu je to region Judeje, na severu Samařska). Většinu plochu koridoru vyplňují zalesněné svahy Judských hor, které člení četná údolí s nepravidelnými toky, zejména potoky Sorek, Nachal Cuba, Nachal Ksalon a Nachal ha-Ela.

## Dějiny
Podle plánu OSN na rozdělení Palestiny z roku 1947 měl být židovský stát omezen jen na pobřežní pruh území a plocha nynějšího koridoru měla patřit plánovanému arabskému státu, popřípadě spadat do mezinárodní zóny v okolí Jeruzaléma (Corpus separatum). Během války za nezávislost v roce 1948 ale izraelská armáda po těžkých bojích ovládla přístupy do západního Jeruzalému, v říjnu 1948 během Operace ha-Har a Operace Jekev přístupový koridor do Jeruzaléma ještě rozšířila na jih. Následné dohody o příměří podepsané roku 1949 pak vytyčily Jeruzalémský koridor coby integrální součást státu Izrael. Po dobu bojů zde Izraelci zřídili provizorní zásobovací linii spojující pobřežní nížinu s Jeruzalémem (takzvaná Barmská cesta).
Novověké židovské osidlování tohoto regionu začalo po roce 1948, kdy došlo k vysídlení většiny zdejší arabské populace. Na uprázdněném teritoriu došlo zejména v letech 1948–1950 k masivní osidlovací vlně, kdy zde vzniklo několik desítek židovských zemědělských vesnic, do kterých se stěhovali noví židovští přistěhovalci, často ze severní Afriky nebo Jemenu. Kromě toho tu vzniklo i město Bejt Šemeš. Zároveň zde probíhaly plánovité zalesňovací práce, díky kterým se v průběhu 20. století většina plochy koridoru proměnila na souvislý lesní komplex (například Les Mučedníků nebo Ešta'olský les). Koncem 20. století začala ovšem do tohoto venkovského lesnatého regionu zasahovat od východu rozrůstající se aglomerace Jeruzalému.

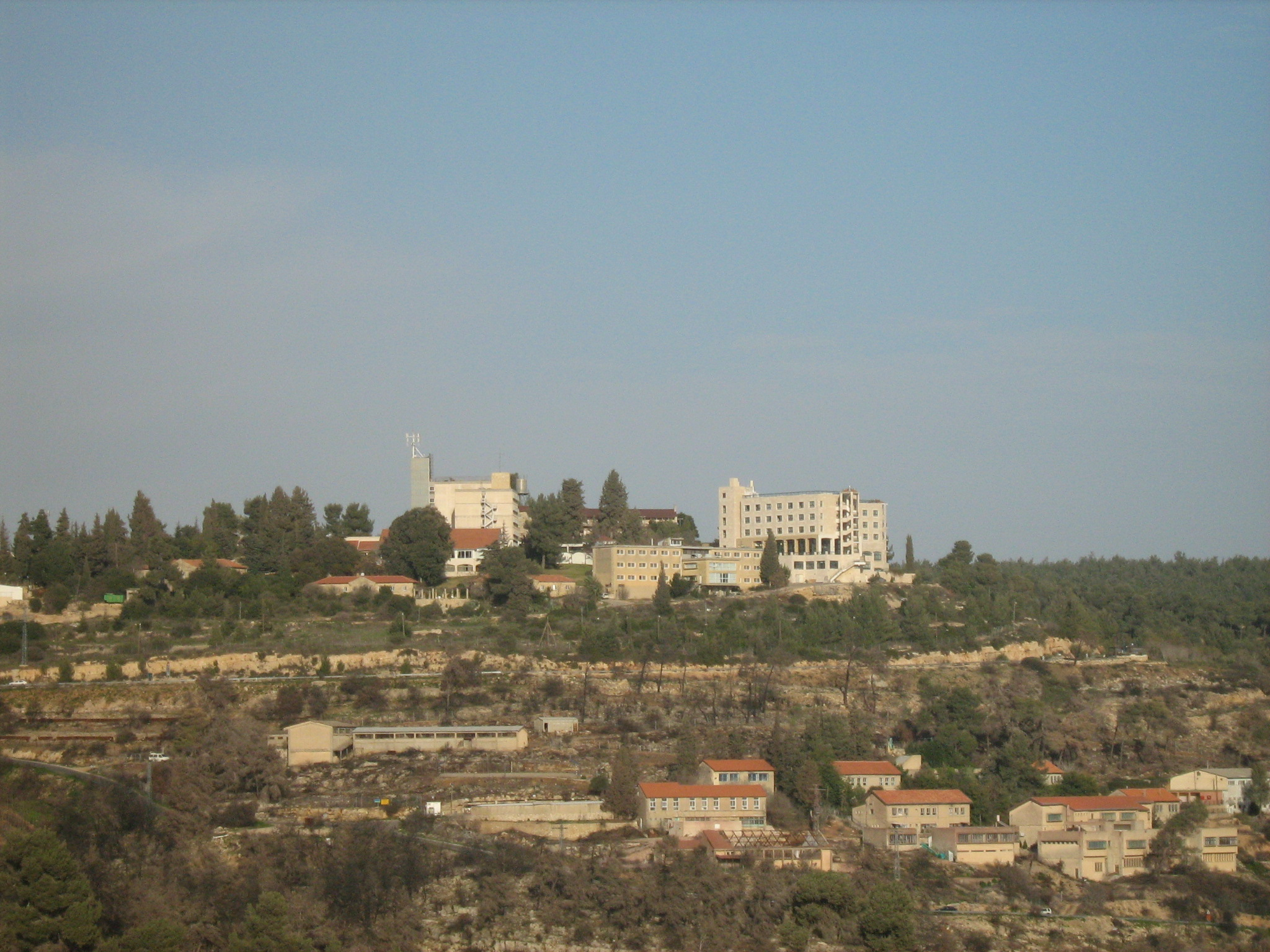
Vesnice Ma'ale ha-Chamiša v Jeruzalémském koridoru

Po roce 1967, kdy Izrael během šestidenní války dobyl i oblasti Západního břehu Jordánu, se výlučný charakter Jeruzalémského koridoru částečně rozmělnil. Napříč do té doby arabským teritoriem okolo Latrunu byla trasována nová dálnice číslo 1 z Tel Avivu do Jeruzalému. Další kapacitní spojení vzniklo severně odtud v podobě silnice číslo 443. Dopravní význam koridoru se tak zmenšil. Koridorem prochází železniční trať Tel Aviv-Jeruzalém, po dlouhou dobu jediné spojení obou největších izraelských měst (roku 2018 byla zprovozněna vysokorychlostní železniční trať Tel Aviv – Jeruzalém, která vede přes Latrunský výběžek a po severním okraji Jeruzalémského koridoru).
Počátkem 21. století byly arabské oblastí Západního břehu přiléhající ke koridoru odděleny od Izraele pomocí bezpečnostní bariéry. Bariéra ovšem do sebe zahrnula i některé bloky židovského osídlení na Západním břehu Jordánu, které tak byly fakticky anektovány k Jeruzalémskému koridoru. Jde například o město Har Adar nebo o blok osad Guš Ecion.

## Demografie

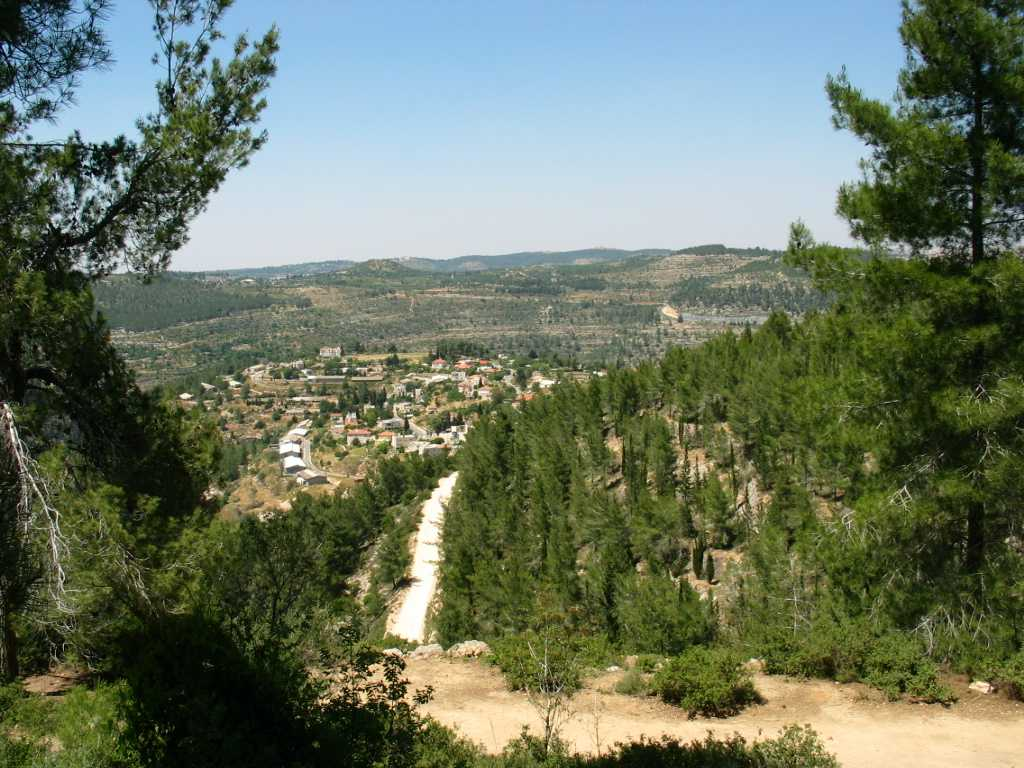
Vesnice Even Sapir v Jeruzalémském koridoru a krajina Judských hor

Naprostou většinu obyvatelstva koridoru tvoří Židé. Výjimkou jsou město Abu Goš, jež obývají izraelští Arabové, stejně jako vesnice Ajn Rafa a Ajn Nakuba. Některá židovská sídla v koridoru prodělávají od konce 20. století mimořádný demografický nárůst způsobený jednak rozšiřováním satelitního osídlení v zázemí západního okraje aglomerace Jeruzalému, jednak budováním nových sídel městského typu (Cur Hadasa). Město Bejt Šemeš se během let 1990–2009 rozrostlo díky přílivu židovských přistěhovalců a ultraortodoxních Židů z 15 000 na 77 000 obyvatel.